# Свято-Різдво-Богородична церква (Любомль)
Церква Різдва Пресвятої Богородиці — чинна дерев'яна церква у місті Любомлі на Волині. Церква є пам'ятка архітектури місцевого значення, взята під охорону рішенням облвиконкому №76 від 3 квітня 1992 року, охоронний номер №210-м. Парафія належить до Української Православної Церкви. Настоятель — протоієрей Василій Мельничук.

## Історія
Першу писемну згадку про церкву Різдва Богородиці в Любомлі маємо за 1510 рік. В той час вона входила до Холмської єпархії Любомльської протопопії.

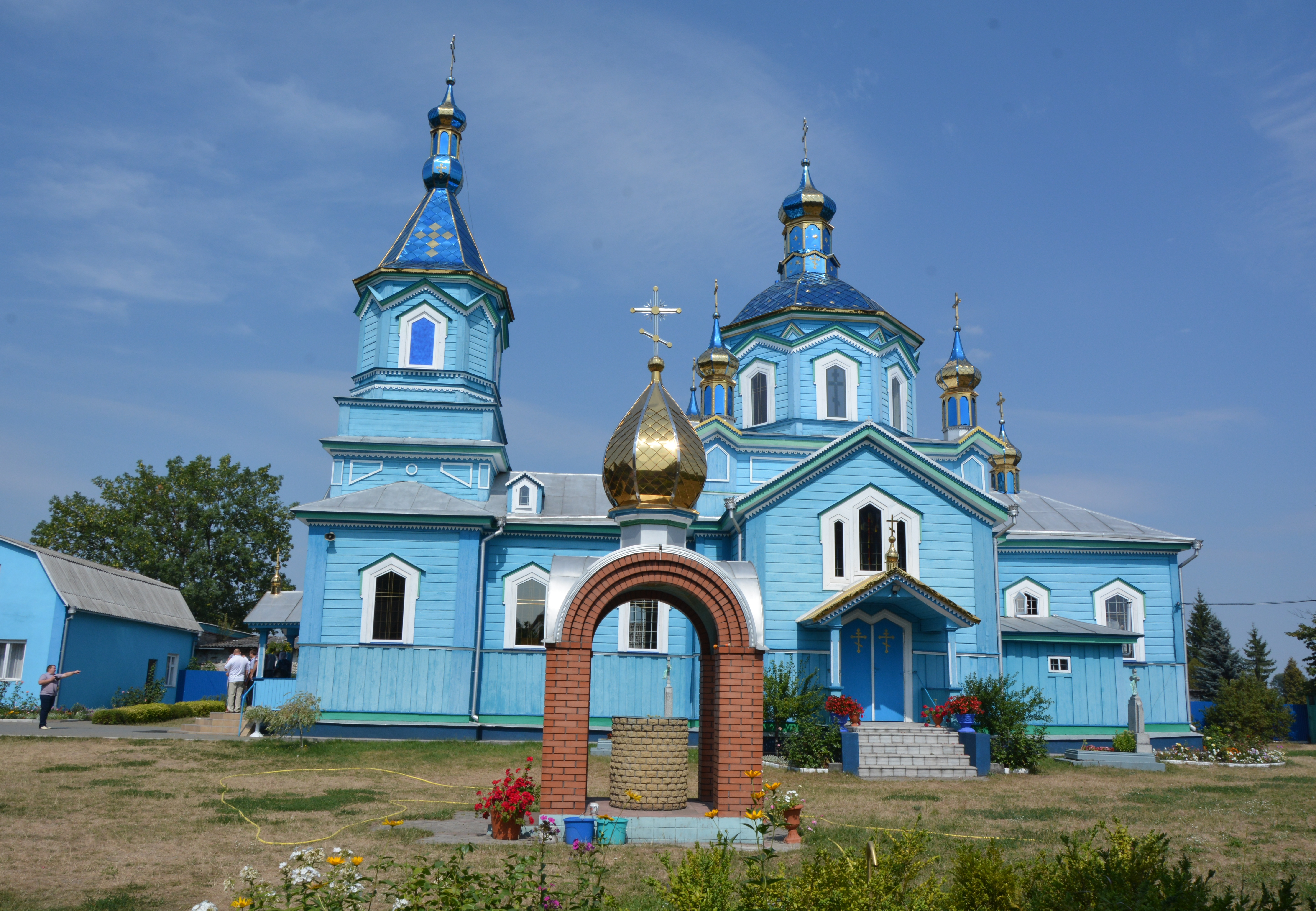

Відомостей, в який саме рік церква була насильно приєднана до унії, немає, але з документів видно, що цей процес пройшов тут дуже швидко. З того часу колишні православні церкви ставали все більш безправними, хоча їм обіцяли права на рівні з римо-католиками. Польська адміністрація робила наругу над православними храмами руками єврейських міщан і ксьондзів. Так, 14 квітня 1610 року священик любомльської Пречистенської церкви Іван Пісоцький скаржився на любомльських євреїв за те, що 10 квітня вони без будь-якого приводу напали на Пречистенську церкву, розбили шибки в двох вікнах, витоптали город. Не задовольнившись цим, євреї побили скаржника, нанісши йому рани на голові, спричинивши струс мозку. Також було побито та поранено його наймита, який копав на городі грядки. Останній був так побитий, що не зміг з'явитися в суд для огляду. На тих самих євреїв також приніс скаргу диякон Хведько, якому в тому ж випадку нанесли побої.

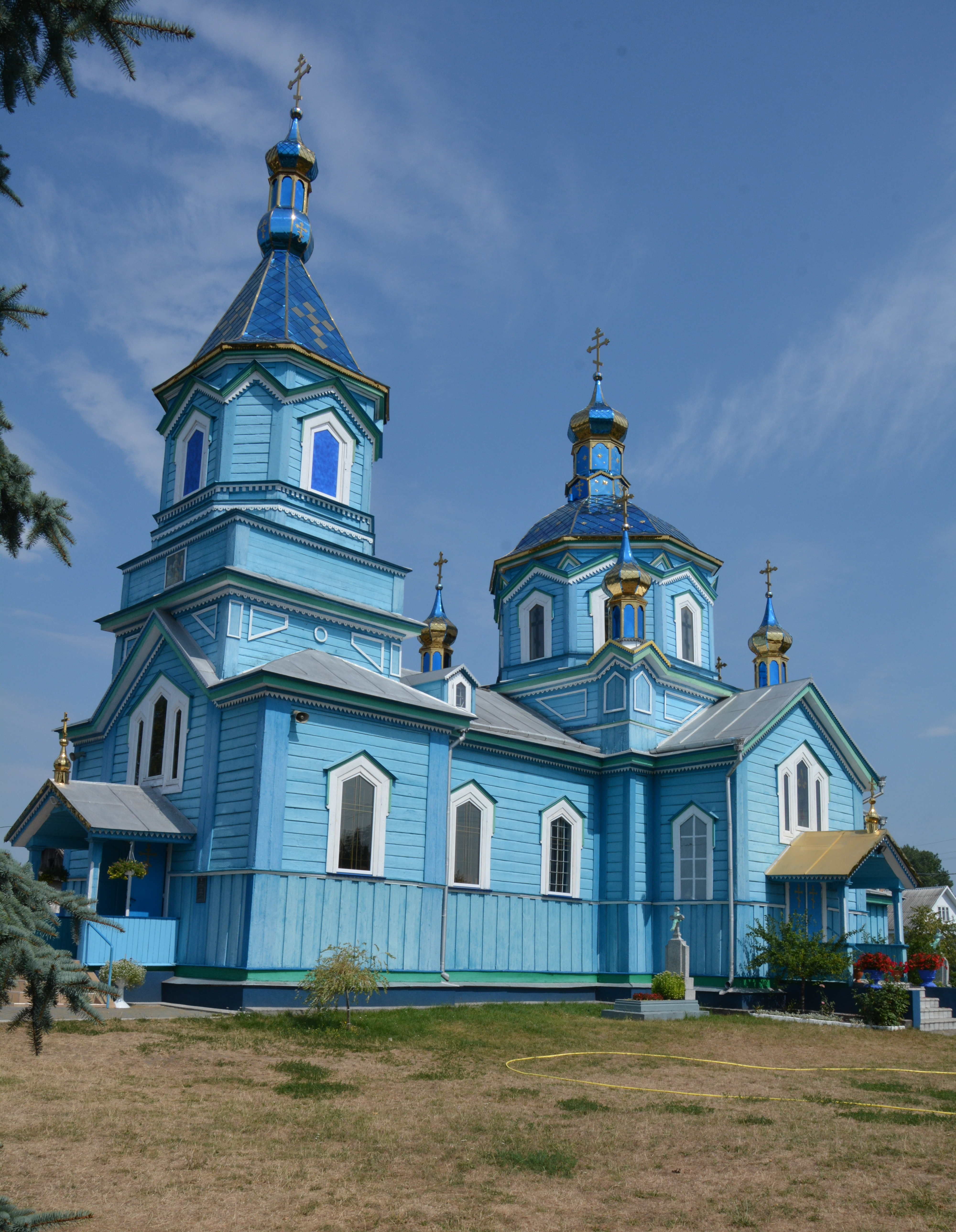

У 1750 році на місці старої була побудована нова дерев'яна церква, повернута на схід, без кам'яного фундаменту, а на одних соснових підвалинах з тертого дерева. Церква була обшальована дошками, крита гонтами, а круглий купол посередині критий білою бляхою. Зверху стояв залізний позолочений хрест. Неподалік від церкви побудована дзвіниця з тертого дерева на дерев'яних підвалинах, яка також була крита гонтою. На дзвіниці було 4 дзвони.
Після Третього поділу Польщі Росія швидко розпочала навернення уніатів до православної віри. Вже у 1796 році церква і прихожани перейшлди в православ'я і підпорядковувались Житомирській єпархії Волинської губернії, до другої частини благочиння Володимирського повіту. Всього було 1500 прихожан. 

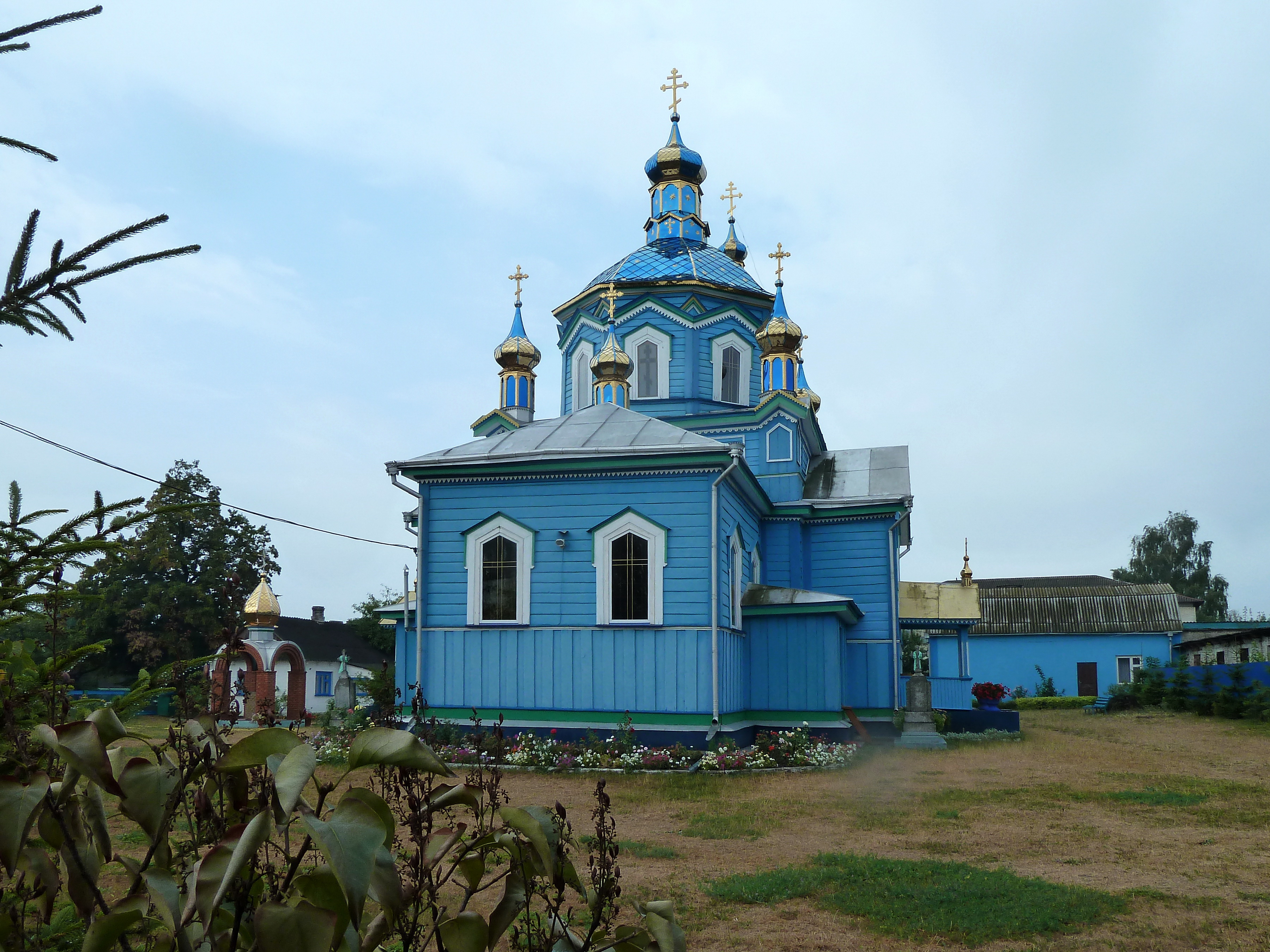

Відомості про церкву за 1844 рік свідчать, що вона потребує ремонту, хоча дзвіниця ще міцна. Храм був достатньо забезпечений начинням. 
У другій половині 19 століття у Волинській єпархії розпочалося будівництво нових церков. Церковна архітектура розвивалась на зразок російської культури, будувати храми в стилі місцевих традицій українського зодчества заборонялось. 
У 1880 році Волинським губернським церковно-будівельним комітетом і єпархіальним начальством було дано дозвіл на спорудження у місті Любомль нової церкви Різдва Пресвятої Богородиці. Дерев'яний храм на кам'яному фундаменті разом з дзвіницею був побудований у 1884 році за кошти місцевих прихожан. Він являє собою типовий зразок "псевдоруського" стилю в монументальній дерев'яній архітектурі Волині. Уніфікований, який використовується у багатьох будівлях характер споруди пояснюється використанням при його будівництві типового проекту, що, безумовно, знижує історико-архітектурну цінність церкви.
1898 року в цій церкві була охрещена майбутня відома акторка Наталія Ужвій.
З кожним роком в приході збільшувалась кількість прихожан. Так, у 1901 році їх було 2006 осіб, а в 1911 році вже 2522 особи.

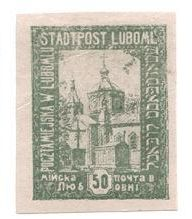
Марка із зображенням церкви Різдва Пресвятої Богородиці. Любомльська серія поштових марок (1918)

У 1918 році в період австро-угорської окупації, Любомльський магістрат замовив в Празі серію марок з видами Любомля. На одній з них зображено церкву Різдва Пресвятої Богородиці.
1961 року церква була закрита радянською владою. Хрести на куполах були зрізані, дзвони віддали на переплавку. Спочатку у церкві планували відкрити краєзнавчий музей, але потім відкрили планетарій, який пропрацював кілька років. Пізніше там був клуб мисливців, прийом склопосуду.
Більше 20 років церква стояла з відкритими дверима і руйнувалася. У 1989-1990 роках, коли минули атеїстичні часи, церква була відреставрована місцевими парафіянами, П.П. Сацюк власноруч виготовив з дерева добрий іконостас. 21 листопада 1990 року церква знову прийняла своїх прихожан. Тоді церква була освячена архієпископом Волинським і Луцьким Варфоломієм. 
У 1991 році архієпископ Волинський і Луцький Варфоломій (нині — покійний митрополит Рівненський і Острозький) призначив настоятелем церкви Різдва Богородиці в Любомлі та благочинним Любомльської округи протоієрея Василія Мельничука, який раніше був настоятелем Хресто-Воздвиженського храму с.Нудиже з обслуговуванням церкви Святого Апостола Луки в с.Городне. 
З нагоди 2000-ліття Різдва Христового біля церкви Різдва Пресвятої Богородиці за кошти парафіян побудована мурована каплиця для освячення води, яка 14 січня 2000 року освячена архієпископом Володимир-Волинським і Ковельським Симеоном.
По боках церкви є чотири могили священиків. На жаль, нащадки не зберегли їхні імена. При церкві діє недільна школа.
У 2010 році було оновлено розписи церкви, також були пофарбовані куполи та зовнішні стіни церкви.

## Список священників
- Священник о.Сидор. Згадується під 1546 р.
- Священник Іван Пісоцький. Згадується під 1610 р.
- Священник Іван Висоцький. Згадується під 1612 р.
- Священник Іван Пшецішевський. Згадується під 1612 р.
- Протоієрей о.Іван. Роки служіння — 1620-1622 рр.
- Протопоп Василь Булавський. Роки служіння — 1639-1654 рр.
- Священник Іван Лукашевич. Згадується під 1670 р.
- Священник Іван Старчевський. Згадується під 1726 р.
- Священник Матвій Коцюринський. Згадується 1777 р.
- Священник Іван Семенович Лаприсевич. Роки служіння — 20 липня 1796-1813 рр.
- Священник о. Павло Сенюта. Згадується під 1831 р.
- Священник Іван Антонович Михалєвич. Роки служіння — 24 січня 1832-1843 рр.
- Священник Радехівсько-Машівського приходу Доментій Романовський. Здійснював нагляд до березня 1844 р.
- Священник Антоній Степанович Скульський. Роки служіння — 1 березня 1844-1885 рр.
- Священник о.Іван Малєвич. Згадується під 1885 р.
- Священник о.Пилип Волошинський. Роки служіння — 1885-26 вересня 1896 рр.
- Священник о.Іван Лучинський. Роки служіння — 26 вересня 1896-22 серпня 1899 рр.
- Протоієрей о. Андрій Баранович. Роки служіння — 15 вересня 1899-1901 рр.
- Священник о. Микола Гуцевич. Роки служіння — 8 червня 1903-1919 рр.
- Протоієрей о. Володимир Давидович. Роки служіння 1922-1930 рр.
- Псаломщик-священник о. Каленик Іваничук. Роки служіння — вересень 1930-січень 1931 рр.
- Протоієрей о. Володимир Давидович. Роки служіння — січень 1931-1932 рр.
- Протоієрей о. Іван Червінський. Роки служіння — 22 березня 1932-січень 1937 рр.
- Протоієрей о. Михайло Левицький. Роки служіння — січень 1937-липень 1937 рр.
- Священник о. Аріан Мікульський. Роки служіння — липень 1937-грудень 1937 рр.
- Священник о. Аполон Костецький. Роки служіння — грудень 1937-1943 рр.
- Священник о. Феофіл Ковальчук. Згадується під 1952 р.
- Священник о. Аполлон Зелінський. Роки служіння — 1952-1961 рр.
- Митрофорний протоієрей Василій Леонідович Мельничук . Роки служіння — з 1991 р. по наш час.

## Галерея

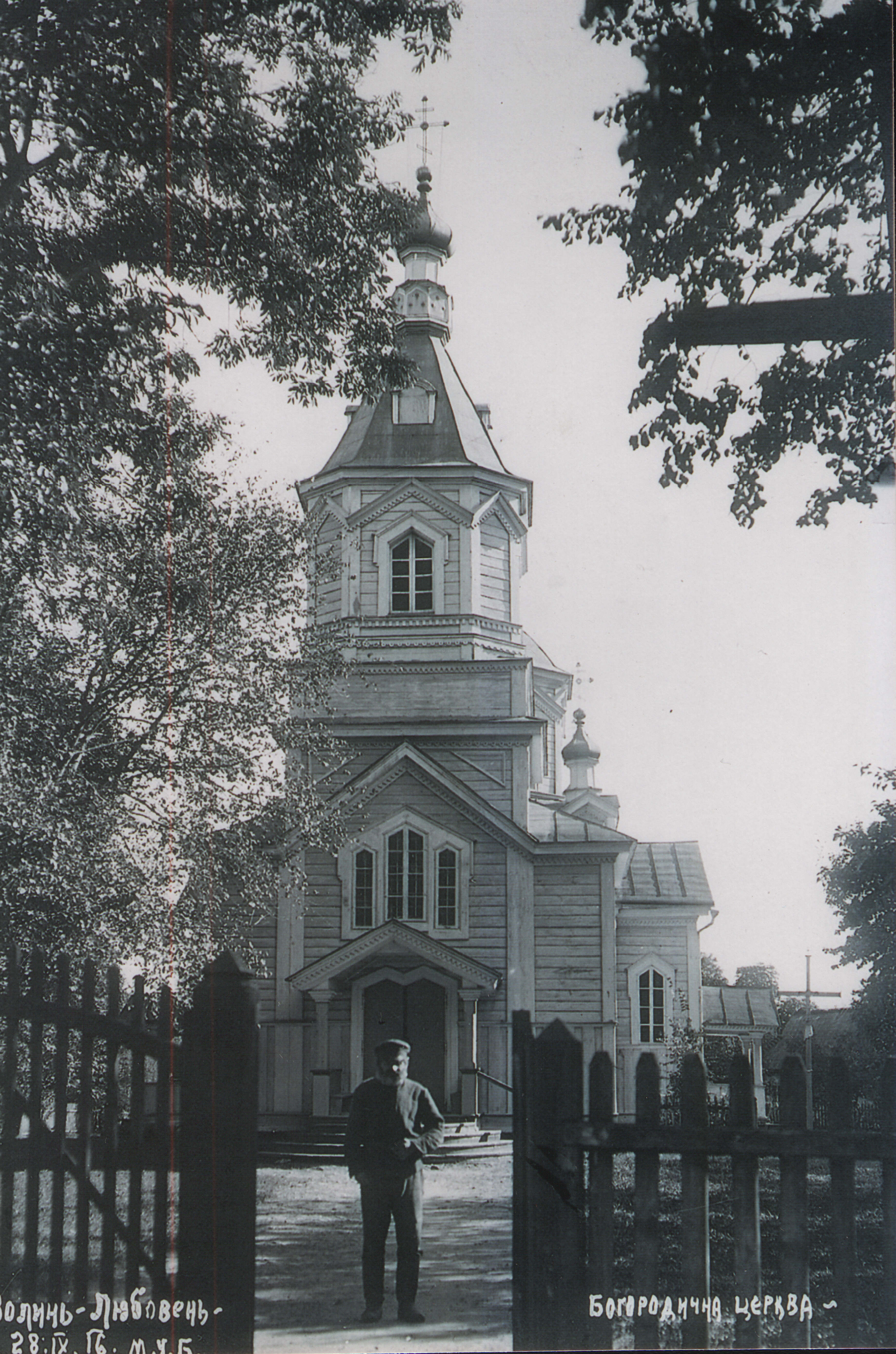
Церква Різдва Пресвятої Богородиці. 1916 рік
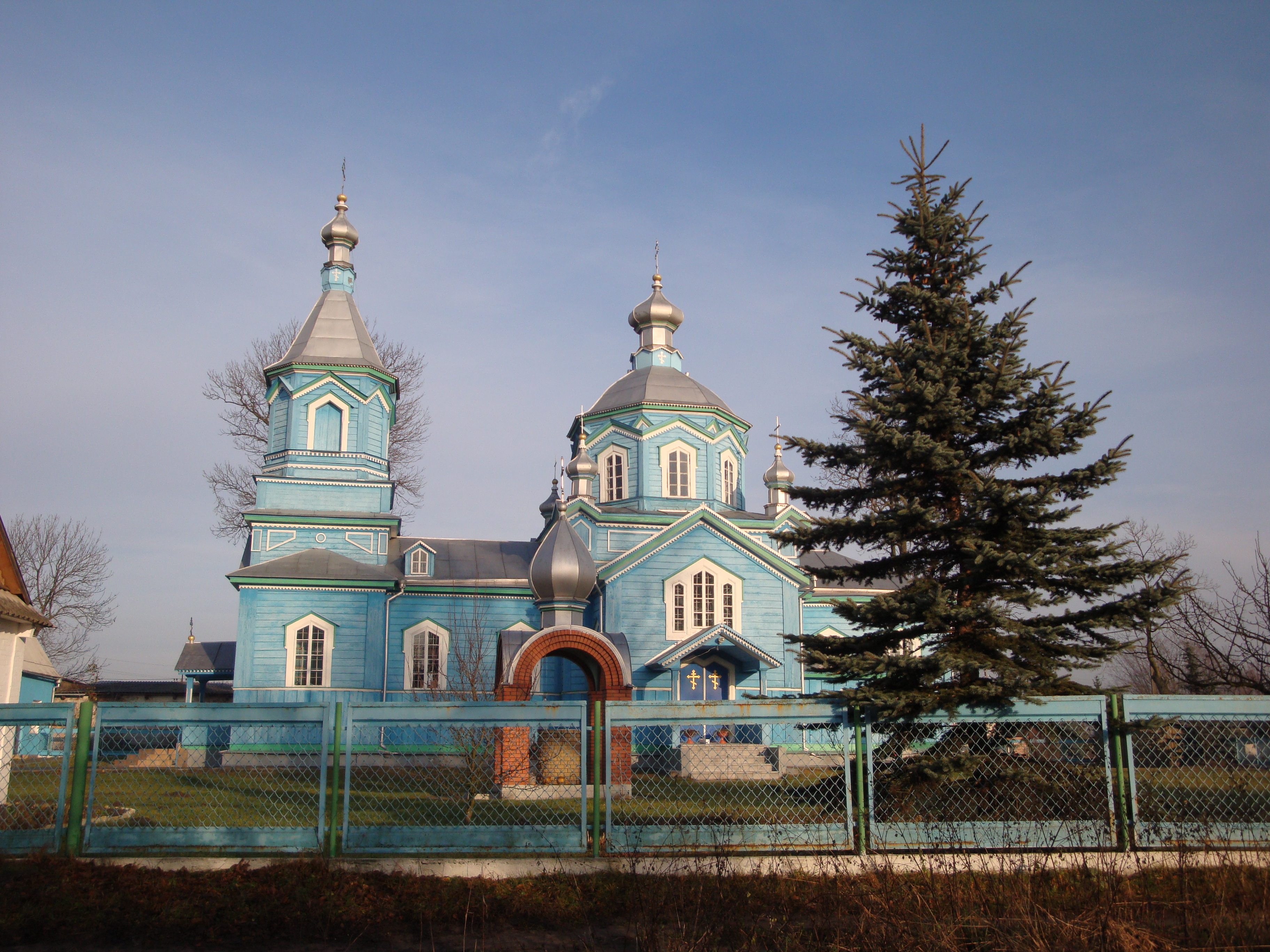
Церква Різдва Пресвятої Богородиці та каплиця для освячення води, побудована з нагоди 2000-ліття Різдва Христового
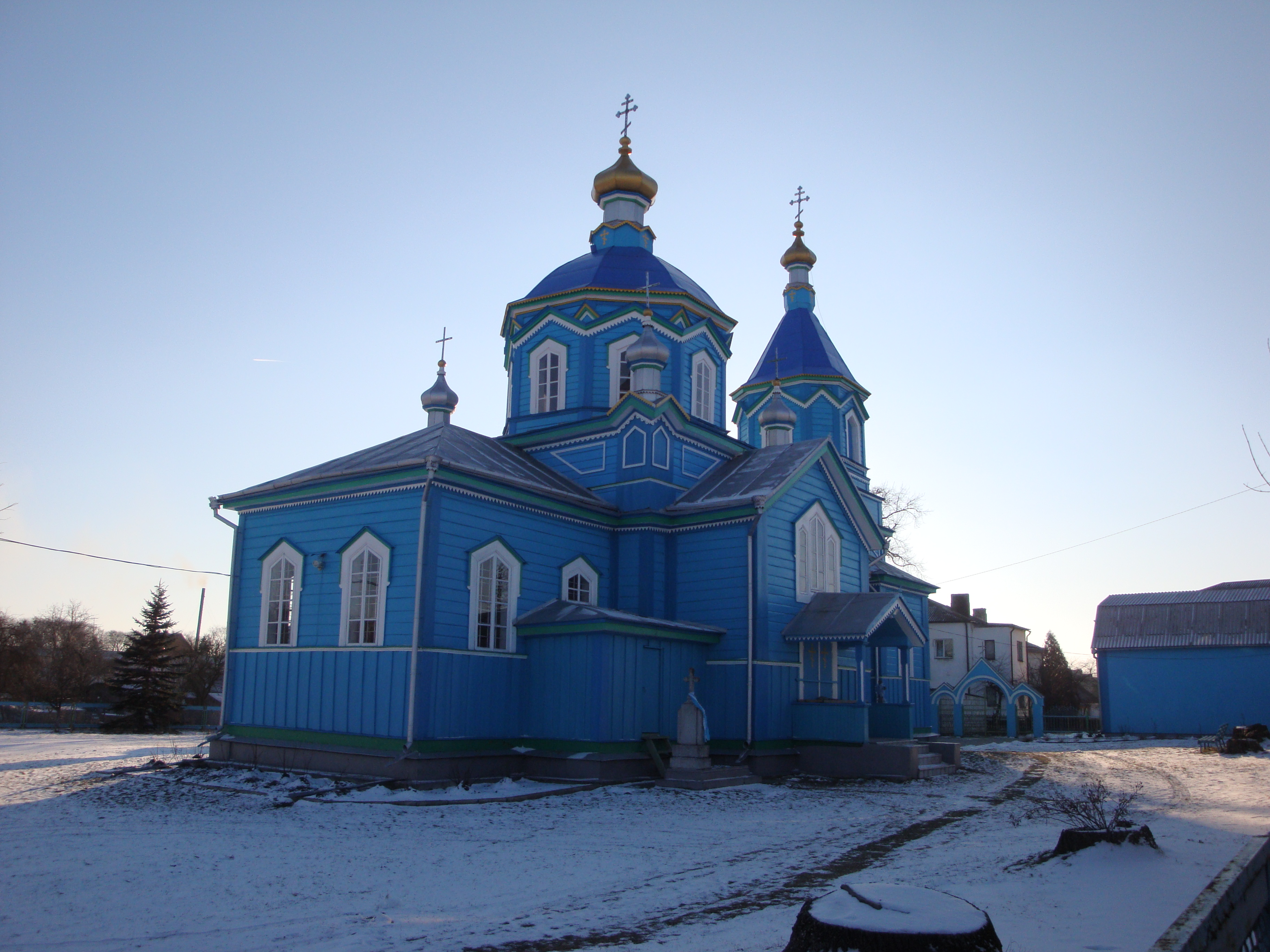
Церква Різдва Пресвятої Богородиці з північно-східного боку
Енколпіон. 12 століття. Мідний сплав. 9х6,7 см. Знайдений поблизу церкви Різдва Пресвятої Богородиці в Любомлі